# Guillaume François Berthier
Pour les articles homonymes, voir Berthier.
 (janvier 2020).
Si vous disposez d'ouvrages ou d'articles de référence ou si vous connaissez des sites web de qualité traitant du thème abordé ici, merci de compléter l'article en donnant les références utiles à sa vérifiabilité et en les liant à la section « Notes et références ».
Guillaume François Berthier, né le 7 avril 1704 à Issoudun et mort le 15 décembre 1782 à Bourges est un jésuite français écrivain et polémiste.

## Biographie
Il professa les humanités au collège royal de Blois, la philosophie à Rennes et à Rouen, puis la théologie à Paris, et rédigea de 1745 à 1763 le Journal de Trévoux. Il eut de vifs démêlés avec Voltaire et avec les encyclopédistes, dont il avait hardiment censuré les écrits. À la fin de 1762, le Dauphin le fit nommer garde de la Bibliothèque royale, et adjoint à l'éducation du duc de Berry (Louis XVI) et de Monsieur.
Après la dissolution de la Société des Jésuites, il alla se fixer à Offenbourg.
Il rentra en France au bout de 10 ans et se fixa à Bourges où il mourut.
Il a continué l'histoire de l'Église gallicane commencée par le Père Jacques Longueval, et a composé une Réfutation du Contrat social, un Commentaire sur les Psaumes, etc.

## Pour approfondir